# Canel Konvur
Canel Konvur (Kuşadası, 27 de novembro de 1939 – 4 de junho de 2018) foi uma atleta turca.

## Carreira
Ela competiu no salto em altura femininos no jogos Olímpicos de Verão de 1960.
Morreu em 4 de junho de 2018, aos 78 anos.